# 로그 송
로그 송(The Rogue Song)은 미국에서 제작된 라이어널 배리모어, 할 로치 감독의 1930년 뮤지컬, 멜로/로맨스 영화이다. 로렌스 티벳 등이 주연으로 출연하였고 어빙 탈버그 등이 제작에 참여하였다.

## 출연

### 주연
- 로렌스 티벳
- 캐서린 데일 오웬

### 조연
- 낸스 오닐
- 울리치 하우프트
- 리오넬 벨모어
- 월레스 맥도널드
- 제임스 브래드버리 주니어
- 스탠 로렐
- 올리버 하디
- 해리 버나드
- 존 캐럴
- 플로렌스 레이크

## 제작진
- 의상: 아드리안